# Colette Brosset
Colette Marie Claudette Brosset (Paris, 21 de Fevereiro de 1922 — Paris, 1 de Março de 2007) foi uma actriz, cenógrafa e argumentista francesa. Era viúva do actor Robert Dhéry.
A carreira de Colette esteve sempre intimamente ligada à de seu marido, o actor e realizador Robert Dhéry. Casaram em 1943 e tiveram uma filha, Catherine. Juntos formaram um dos pilares do elenco do Teatro Branquignols, que nos anos do pós-guerra passou do teatro ao cinema, e do qual também fizeram parte Louis de Funès, Jean Lefebvre, Jean Carmet, Jacqueline Maillan e Michel Serrault.
Faleceu em Paris, aos 85 anos de idade.
Colette foi coreógrafa nos filmes:
- Le Grand Restaurant, de Jacques Besnard (1966), com Louis de Funès e Bernard Blier
- Ah! Les belles bacchantes de Jean Loubignac.

## Filmografia
- 1937 : Un coup de rouge, de Gaston Roudès
- 1939 : Thérèse Martin, de Maurice de Canonge
- 1946 : Étoile sans lumière, de Marcel Blistène
- 1946 : Master Love, de Robert Péguy
- 1947 : En êtes-vous bien sûr?, de Jacques Houssin
- 1948 : Les aventures des pieds nickelés, de Marcel Aboulker
- 1949 : Je n'aime que toi, de Pierre Montazel
- 1949 : Les Branquignols, de Robert Dhéry
- 1951 : Bertrand cœur de lion, de Robert Dhéry
- 1952 : L'amour n'est pas un péché, de Claude Cariven
- 1954 : Ah! les belles bacchantes, de Jean Loubignac (também cenógrafa)
- 1961 : La Belle Américaine, de Robert Dhéry
- 1964 : Allez France!, de Robert Dhéry (também co-cenógrafa)
- 1965 : La communale, de Jean L'Hôte
- 1966 : Paris brûle-t-il?, de René Clément
- 1966 : La grande Vadrouille, de Gérard Oury
- 1967 : Le petit baigneur, de Robert Dhéry (também co-cenógrafa)
- 1970 : Trois hommes sur un cheval, de Marcel Moussy
- 1971 : La coqueluche, de Christian-Paul Arrighi
- 1974 : Vos gueules, les mouettes!, de Robert Dhéry (também co-cenógrafa)
- 1979 : La gueule de l'autre, de Pierre Tchernia
- 1987 : "Qui c'est ce garçon?", de Nadine Trintignant (mini série televisiva)
- 1988 : Le manteau de St. Martin, de Gilles Béhat (telefilme)